# 李秉中
李秉中，中华人民共和国政治人物。
担任王崇伦式的生产革新者、重庆空气压缩机厂青年刨工。1954年，当选第一届全国人民代表大会代表。